# Josefine Öqvist
Josefine Öqvist, née le 23 juillet 1983 à Uppsala en Suède, est une joueuse suédoise de football évoluant au poste d'attaquant. Internationale suédoise (78 sélections et 20 buts au 25 juillet 2013), elle évolue en club au Montpellier HSC.

## Biographie
Josefine Öqvist joue la Coupe du monde de football féminin 2003 avec la sélection suédoise qui termine finaliste, mais elle ne participe pas à la finale. 
Elle participe aux Jeux olympiques de 2004 et atteint les demi-finales du tournoi, échouant contre le Brésil. Elle participe aussi aux Jeux olympiques de 2008, jouant un match de phase de groupes. Les Suédoises s’arrêtent au stade des quarts de finale contre les Allemandes. 
Öqvist joue la Coupe du monde de football féminin 2011 et marque un but lors de la demi-finale contre le Japon. Les Suédoises terminent à la troisième place du tournoi.
Josefine Öqvist rejoint le club du Montpellier HSC durant l'été 2013. Après une saison dans le club héraultais, elle décide, à 31 ans, de mettre un terme à sa carrière.